# American Hot Rod
American Hot Rod ist eine TV-Serie des Learning Channel/Discovery Networks, die den Bau und die Anpassung diverser Hot Rods und Eigenkreationen in der Werkstatt von Boyd Coddington in La Habra, Kalifornien zeigt. Die Zuschauer beobachten seine Mitarbeiter beim Versuch, die Autos rechtzeitig zur meistens sehr knappen Deadline fertigzustellen. Die Show ist weiterhin für die regelmäßigen Kündigungen bekannt. Am 27. Februar 2008 verstarb Boyd Coddington im Alter von 63 Jahren nach längerer Krankheit und mehreren Krankenhausaufenthalten. Die Serie wurde nach 46 Folgen und 5. Staffeln im Jahr 2008 eingestellt.

## Mitwirkende

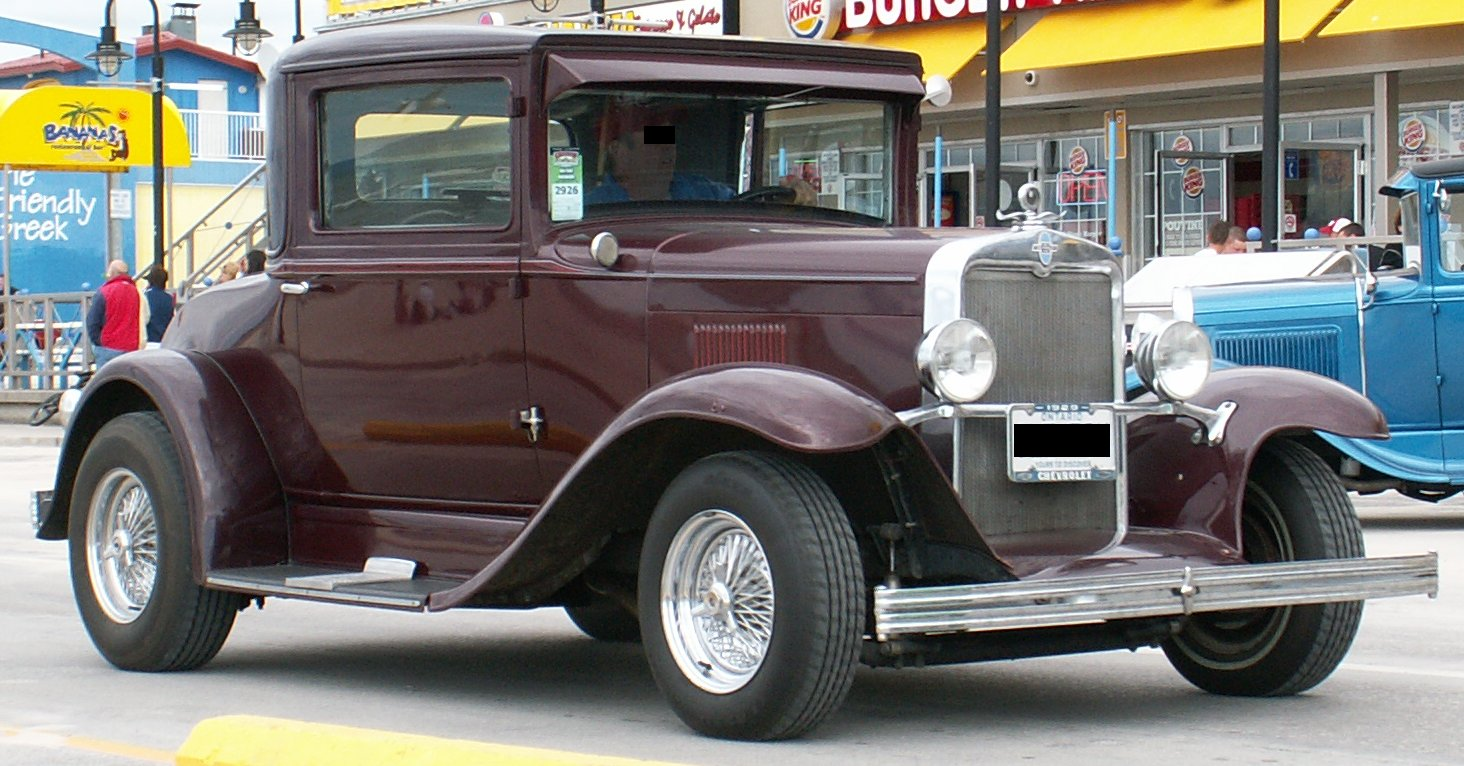
Ein typischer Hot Rod

| Person                                             | Position                           |
| Boyd Coddington 28. August 1944 – 27. Februar 2008 | Eigentümer / Manager               |
| Jo Coddington                                      | Eigentümer / Personal-Manager      |
| Duane Mayer                                        | Verkauf / Leiter Hot Rod Werkstatt |
| Lee Hayes                                          | Metallverarbeitung                 |
| Ralph Finley                                       | Karosseriebau                      |
| Todd Emmons                                        | Werbung                            |
| Greg Coddington                                    | Rad-Verkauf                        |
| Brad                                               | Herstellung / Beratung             |
| Dan Sobieski                                       | Herstellung / Beratung             |
| Al Simon                                           | Herstellung / Beratung             |

### Entlassene oder verstorbene Werkstattmitarbeiter
Der Erste, der entlassen wurde, war Chad „Bluebear“ Geary (Herstellung/Fabrikation). Er wurde während der Produktion des „Rat Rod“ gefeuert, weil er sich wiederholt den Anweisungen des Eigentümers Boyd Coddington widersetzt hatte.
Am 21. Januar 2005 (Episode 23) verließ der Leiter der Lackierwerkstatt, Charley Hutton, Boyd Coddingtons Firma, um bei Boyds Ex-Designer und Konkurrenten Chip Foose als Lackierer zu arbeiten. Er ging, weil ihm die immer zu kurzen Deadlines auf die Nerven gingen und er ein Auto endlich so schön wie möglich und nicht so schnell wie möglich bauen wollte.
Kurz danach verließ Thomas Loddby (Herstellung) die Firma, um ein eigenes Versandunternehmen zu gründen. Später kehrte Thomas zu Boyd zurück.
Auch Al Simon verließ die Firma nach dem Rat Rod Projekt, kehrte aber dennoch wieder zurück.
Mike Curtis wurde gefeuert, weil er im Verdacht stand, Felgen für Chip Foose am Firmen-PC während der Arbeitszeit entworfen zu haben. Mittlerweile ist auch Mike Curtis bei Chip Foose.
Nach all diesen Vorfällen war das Team unterbesetzt. Am 16. Oktober 2005 starb der 64 Jahre alte Metallarbeiter Roy Schmidt nach seinem langen Kampf gegen Lungenkrebs. Nun muss Lee seine Arbeit verrichten.
Bei dem Projekt des „61 Impala Bubbletop“ verließ Brad Johnston die Firma, weil es wegen der Arbeitssituation in der Firma Unstimmigkeiten mit Duane und Boyd gab.
Auch Scott Parker sprach seine Kündigung während des „61 Impala Bubbletop“ Projektes aus, versprach aber Boyd, das Auto noch fertigzustellen, und fing nach einer Pause ebenfalls bei Chip Foose an.
„Beatle Bailey“, der mit wirklichem Namen Andrew heißt, verlässt als vorläufig letzter die Firma und beginnt ebenfalls bei Chip Foose.

### Staffel 1: (2004)
| | Junkyard Dog Pt 1 | 13. Januar 2004  |
| In dieser Folge von American Hot Rod verwandelten Boyd Coddington und sein Team einen klassischen 56er Chevy, gerettet von einem Rostlaubenfriedhof, in ein „High-End Hot Rod“. |                   |                  |
| | Junkyard Dog Pt 2 | 24. Januar 2004  |
| In dieser Folge der Serie sieht man das Ende der Verwandlung des Chevys. |                   |                  |
| | Junkyard Dog Pt 3 | 6. Februar 2004  |
| The „Junkyard Dog“ hat Formen angenommen. Die Karosserie ist beinahe fertig und es sieht aus, als läge das Team im Zeitplan. Charlie beginnt den Hot Rod zu lackieren, aber da sein Vater krank wird, muss er fort. Das Team feiert Tommys Geburtstag mit einer Party in Boyds Haus.       |                   |                  |
| | Junkyard Dog Pt 4 | 13. Februar 2004 |
| Die Lackierarbeiten sind abgeschlossen. Die Karosserie geht zu Gabes, damit dieser den Innenraum fertigstellen kann. Boyd verpasst ihm den letzten Schliff und Charlie kommt nach dem letztendlichen Tod seines Vaters zurück, und so wird das Auto rechtzeitig zum Termin fertiggestellt. |                   |                  |

## Tod von Boyd Coddington im Februar 2008
Im Januar 2008 wurde Boyd Coddington nach einem Sturz in seinem Haus in das Presbyterian Hospital eingeliefert. Die behandelnden Ärzte gingen von einer vollständigen Genesung aus. Daher erfolgte nach einigen Tagen die Entlassung aus dem Krankenhaus. Kurze Zeit später wurde Boyd Coddington erneut in das Krankenhaus eingeliefert, wo er am 27. Februar 2008 im Alter von 63 Jahren verstarb. Die genaue Todesursache ist zurzeit noch unbekannt. Vermutet wird, dass es nach dem letzten chirurgischen Eingriff, auf Grund seiner Diabeteserkrankung, zu Komplikationen kam. Die Beisetzung fand am 5. März 2008 in La Habra, Kalifornien im Rose Hills Memorial Park statt.
Seine Frau Jo versuchte zuerst die Firma so zu erhalten, war aber mit der Situation überfordert. Die Werkstatt wurde am 20. Juni 2008 geschlossen und im Bau befindliche Fahrzeuge abgegeben. Boyd Coddington Jr. und Chris Coddington eröffneten einen Shop für Felgen um den Erfolg ihres Vaters weiterzuführen.
Nach der Schließung der Firma hat Dan Sobieski am 1. Juli 2008 seine eigene Werkstatt Poor Boys Hot Rods eröffnet und übernahm viele Werkstattmitarbeiter und einige im Bau befindliche Fahrzeuge.
Duane Mayer und Bernt „Burt“ Karlsson arbeiteten kurzzeitig für West Coast Customs und eröffneten später in Anaheim ihre eigene Firma American Hot Rods Inc.
Charley Hutton arbeitete für Foose und erschien auch bei der Show Overhaulin’. Zusammen mit seiner Frau Teri eröffnete er 2009 in Nampa (Idaho) Charley Hutton’s Color Studio.
Mike Curtis arbeitete weiter für Chip Foose und erschien bei Overhaulin'.